# Крід Тейлор
Крід Тейлор (нар. 13 травня 1929 — пом. 23 серпня 2022) — американський музичний продюсер, найбільш відомий своєю роботою в компанії CTI Records, яку він заснував у 1967 році. У його кар'єрі були періоди роботи з Bethlehem Records, ABC-Paramount Records (включно з його джазовим лейблом Impulse!), Verve й A&M Records. У 1960-х роках він підписав контракти з виконавцями босанови з Бразилії для запису в США, зокрема Антоніу Карлус Жобімом, Еуміром Деодато, Жуаном Жілберту, Аструд Жілберту та Аірто Морейрою.

## Біографія

### Початок кар'єри
Тейлор народився та провів дитинство у Пірісбурзі, штат Вірджинія, де грав на трубі в оркестрі середньої школи та симфонічному оркестрі. Хоча він виріс в оточенні кантрі-музики та блуграсу, Тейлор більше тяжів до звуків джазу. У шкільні роки його джерелом натхнення став Дізі Гіллеспі. Тейлор пригадував, як проводив багато вечорів біля маленького радіо, слухаючи прямі трансляції Сімфоні Сіда із Birdland у Нью-Йорку.
У 1951 році Тейлор здобув ступінь бакалавра з психології в Університеті Дьюка. Протягом навчання він активно виступав зі студентськими джазовими ансамблями Duke Ambassadors і Five Dukes. Тейлор приписує Дьюку сильні традиції у створенні студентських джазових ансамблів, зокрема, які привели Леса Брауна в університет. Як він згадує: «Причина, чому я вступив в Дьюк, полягала в тому, що я почув Леса Брауна та всю історію гуртів, які пройшли через Дьюк. Це був справді чудовий джазовий гурт… і журнал передавалася від одного класу до наступного, ви повинні були прослуховуватися, і всі найкращі виконавці, які приходили в Дьюк, потрапляли в гурт… Я насолоджувався, коли був там». Після закінчення Дьюка Тейлор провів два роки в морській піхоті, а потім повернувся в Дьюк на рік для навчання в аспірантурі.

### Роки у Bethlehem
Невдовзі Тейлор переїхав до Нью-Йорка, щоб здійснити свою мрію стати продюсером. Попри те, що він не мав формальної підготовки з виробництва звукозаписів, він згадує, що його «поєднання наївності та позитивного мислення» переконало його в тому, що він може досягти успіху. У Нью-Йорку Тейлор звернувся до іншого випускника Університету Дьюка, який керував Bethlehem Records. Тейлор переконав лейбл дозволити йому записати вокалістку Кріса Коннора з тріо піаніста Елліса Ларкінса. Частково завдяки успіху альбому Тейлору доручили займатися пошуком артистів і репертуару для Bethlehem. Протягом двох важливих років він записав таких виконавців, як Оскар Петтіфорд, Рубі Брафф, Кармен Мак-Рей, Чарльз Мінгус, Гербі Манн, Чарлі Шейверс, квінтет Дж. Дж. Джонсон-Кай Віндінг.

### Роки в ABC-Paramount
У 1956 році Тейлор покинув Bethlehem і приєднатися до ABC-Paramount, де через чотири роки заснував дочірній лейбл Impulse!. Лейбл Тейлора був присвячений сучасному джазу зі смаком, він працював із керівником ABC-Paramount Гаррі Левіном над просуванням лейблу, який він назвав «новою хвилею джазу». Саме Тейлор підписав контракт з Джоном Колтрейном для Impulse!, а не з більш відомим продюсером Колтрейна на лейблі Бобом Тіле. Серед досягнення Тейлора в цей період — миттєве завоювання довіри до лейбла шляхом випуску успішних альбомів Рея Чарльза, Гіла Еванса, Джей Джей Джонсона та Кая Віндінга, Олівера Нельсона. Тейлор усвідомлював важливість дизайну обкладинки альбому для візуального залучення людей до музики, тому співпрацював з фотографами, зокрема Пітом Тернером й Арнольдом Ньюманом. Успішні альбоми лейбла Impulse! стирали жанрові межі між джазом і популярною музикою, а чудові продюсерські якості Тейлора стали візитною карткою лейблу.

### Роки у Verve
У 1961 році Тейлор почав співпрацю з Verve Records. Там він помітно представив босанову в США через такі записи, як «Garota de Ipanema» у виконанні Антоніу Карлуса Жобіма та Стена Гетца. Жобім плідно працював над мелодіями для фортепіано та гітарі, заснованих на ритмі босанови. Один із таких творів, «Desafinado», потрапив до репертуару бібоп-трубача Дізі Гіллеспі (який інтуїтивно усвідомлював зв'язок із жанром) і привернув увагу джазового гітариста Чарлі Берда під час його гастролей у Бразилії.
У 1961 році Берд повернувся до США, озброївшись «Desafinado» та запасом нових бразильських пісень. Першим, кому він подзвонив, був джазовий продюсер Крід Тейлор. Як згадує Тейлор: «Я кілька разів їздив до Бразилії, провів деякий час у будинку Жобіма та познайомився з усіма виконавцями. Звісно, після того, як „Desafinado“ став хітом, Жобім захотів приїхати та подивитися, яким є Нью-Йорк, тож він одразу прийшов до мене. Це поклало початок довгій дружбі та серії альбомів».
Як сказала Джин Ліз: «Крід Тейлор ставився до [босанови] з повагою та гідністю. Якби не Крід Тейлор, я переконана, босанова та бразильська музика загалом пішли б у себе, повернулися б назад до Бразилії… і стали б химерним містечковим явищем, цікавим для туристів, замість всесвітньовідомої музики та величезного впливу на сам джаз, якою вони насправді стали».
Під час роботи у Verve Тейлор також продюсував записи Веса Монтгомері, Джиммі Сміта, Білла Еванса, Кела Тьядера та інших.

### Роки в A&M
Тейлор почав працювати в A&M Records у 1967 році та того ж року заснував власний лейбл CTI (Creed Taylor Inc.). У 1968 році він випустив альбоми Веса Монтгомері та співачки Таміко Джонс, а також «Soul Machine», єдиний альбом Річарда Барбері. A&M розповсюджувала релізи CTI до 1969 року, до заснування Тейлором незалежної звукозаписувальної компанії CTI. Вес Монтгомері співпрацював з Тейлором в A&M та записав свої останні три альбоми.

### Роки у CTI
Тейлору вдалося зробити CTI однією з найуспішніших компаній звукозапису джазу 1970-х років. Він здобув популярність завдяки своїй здатності балансувати між артистизмом і комерційною складовою. Протягом 1970-х років у CTI записувались Фредді Габбард, Стенлі Террентайн, Джордж Бенсон, Боб Джеймс, Чет Бейкер, Джеррі Малліган, Мілт Джексон, Ніна Сімон, Пол Дезмонд, Арт Фармер, Еумір Деодато, Губерт Лоуза, Гербі Генкок, Джо Фаррелл, Аірто Морейра та Рон Картер. Тейлор також заснував інші лейбли в CTI, зокрема Kudu, який зосереджувався на записах виконавців у жанрі соул-джаз, як-от Генк Кроуфорда, Гровер Вашингтон-молодший, Джонні Гаммонд, Ідріс Мухаммед, Естер Філліпс та інші.
Берт Гамбіні, ведучий із Баффало, пудсумував: «Оцінюючи CTI, я запозичу мудрість Вітольда Рибчинського, історика архітектури. Він відчував, що не існує такого поняття, як позачасова будівля. Окремі споруди викликали захоплення, тому що вони характерні для свого часу. Я думаю, що це також стосується джазу CTI. Ця музика кричить про свою епоху, тому вона така приємна. Це той часовий штамп, який я сприймаю як актив, а не як пасив. Замість Кріда Тейлора подумайте на мить про Глена Міллера. Якщо ви хочете на слух уявити таку епоху, як епоха свінгу на початку 1940-х років, чи є щось краще за „In The Mood“ або „String Of Pearls“? Те ж саме стосується джазового бренду CTI Кріда Тейлора з 1970 по 1980 рік».
У 1974 році Тейлор зіткнувся з фінансовими проблемами, спричиненими створенням власної мережі для розповсюдження лейблів CTI; він уклав нову дистриб'юторську угоду з Motown. Це, однак, закінчилося судовим процесом 1977 року, коли Тейлор втратив Гровера Вашингтона-молодшого та записи під лейблом Kudu для врегулювання виходу з Motown. В окремому судовому процесі Тейлор втратив права на сольні записи Боба Джеймса в CTI. Наприкінці 1978 року лейбл збанкрутував, наступного року Тейлор уклав угоду про дистрибуцію з Columbia Records в обмін на права на основні записи, що залишилися.
Columbia керувала різними програмами з перевидання матеріалів каталогу CTI, включно з випусками компакт-дисків уперше. Тейлор намагався викупити права у 1989 році, але права залишилися в Columbia/Sony BMG зі спорадичними перевиданнями, керованими Дідьє Дойчем й Арнальдо Де Сутейро. Тейлор повернувся до звукозапису у 1990 році з випусками нових альбомів з CTI, які спочатку розповсюджувалися через Polygram, а пізніше Mesa/Bluemoon. Серед виконавців, з якими він підписав контракт з CTI у 90-х роках, були Ларрі Корієлл, Джим Берд, Чарльз Фамбро, Тед Розенталь, Джим Голл, Білл О'Коннелл і Юрген Фрідріх.
У 2009 році Тейлор гастролював по Європі з групою CTI All Stars. Перший концерт на джазовому фестивалі в Монтре був записаний і відзнятий для випуску на CD/DVD/Blu-ray, CTI All Stars At Montreux 2009, за участю Губерта Лоуза, Еірто Морейри, Флори Пурім, Ренді Брекера, Джона Маклафліна, Джорджа Дьюка, Марка Ігана та спеціального гостя Джеймі Каллума. Альбом створив Руді Ван Гелдер, а обкладинку — Піт Тернер. Того ж року Тейлор сам випустив, вперше, велику серію перевидань CTI у форматі SHM-CD, серію «The CTI + RVG», востаннє працюючи з Ван Гелдером.
У 2010 році Тейлор знову зібрав CTI All Stars для ще одного туру, цього разу з Браяном Лінчем, замість Ренді Бреккера. Відео, яке зняли на фестивалі в Бурггаузені, транслювалося на німецькому телебаченні.

## Нагороди
Тейлор отримав численні нагороди «Греммі» за десятиліття продюсерської роботи. Серед них нагороди за роботи над: «Focus» (Стен Гетц, 1961), «Desafinado» (Стен Гетц/Чарлі Берд, 1962), «Conversations with Myself» (Білл Еванс, 1963), «The Girl from Ipanema» (Стен Гетц/Жуан Жілберту, 1964), «Willow Weep for Me» (Вес Монтгомері, 1969) і «First Light» (Фредді Габбард, 1972).

## Смерть
Тейлор помер 23 серпня 2022 року у віці 93 років.